# ГЕС Свелгфосс
ГЕС Свелгфосс — гідроелектростанція у південній частині Норвегії, за 90 кілометрів на південний захід від Осло. Знаходячись між ГЕС Ґреннволлфосс (32 МВт, вище по течії) та ГЕС Тінфосс І (41 МВт), входить до складу каскаду на річці Тіннельва, котра пов'язує озера Тінншо та Геддалсватн у річково-озерній системі Шієнського водозбору, нижня ланка якого, річка Шієнсельва, впадає до однієї з заток протоки Скагеррак.
Станція не має власного водосховища, проте вище по сточищу розташовані значні резервуари, котрі спершу живлять ГЕС Веморк, Согейм, Мор та цілий ряд менших. Як наслідок, загальний об'єм сховищ системи, що працюють на ГЕС Свелгфосс, сягає 1,85 млрд м³. Безпосередній забір води для роботи станції відбувається в озері Клоуманншеен (норв. Kloumannsjøen), з якого по правобережжю річки прямує канал довжиною 0,5 км, котрий переходить у тунель довжиною 1,8 км з перетином 90 м². Він завершується вирівнювальною камерою, за якою розташовані два напірні водоводи довжиною по 90 м.
Машинний зал станції обладнаний двома турбінами типу Френсіс загальною потужністю 96 МВт, які при напорі у 70 метрів забезпечують виробництво 540 млн кВт-год електроенергії на рік.
Важливо зазначити, що вперше використовувати район порогів Свелгфосс для виробництва електроенергії почали ще в 1907-му, коли стала до ладу ГЕС Свелгфосс І. Із потужністю 28 МВт цей об'єкт недовгий час був найбільшим у Європі та другим у світі після Ніагарської ГЕС. За чотири роки її доповнили ГЕС Ліенфосс (14 МВт), а в 1915-му запрацювала ГЕС Свелгфосс II (15 МВт). Всі ці три станції були замінені на сучасну ГЕС Свелгфосс у 1958-му.
Відпрацьована вода по відвідному тунелю, а потім каналу транспортується за кілька сотень метрів до Тіннельви.